# Olimpio (esarca)
Olimpio (... – 652) è stato un politico bizantino, esarca d'Italia dal 649 al 652.

## Biografia
Secondo il Liber Pontificalis era in origine cubiculario, ovvero l'addetto alla custodia della camera da letto dell'Imperatore. Nel 649 fu inviato dall'imperatore Costante II in Italia per governarla come esarca e reprimere con la violenza l'aperta opposizione di papa Martino I al Typos, l'editto religioso imperiale anatemizzato dal pontefice come eretico. Secondo il Liber Pontificalis, Costante II gli avrebbe detto:
(Liber Pontificalis, Vita di Martino I, pp. 336-338.)
Olimpio giunse a Roma e, dopo aver tentato invano di «far nascere lo scisma nella santa Chiesa» con il sostegno dell'esercito, si risolse a ordire l'assassinio del Pontefice: secondo il Liber Pontificalis avrebbe ordinato a un suo spatario di assassinare il pontefice mentre quest'ultimo porgeva la comunione all'esarca nella chiesa della vergine Maria semprevergine madre di Dio detta ad Praesepe. Ma il piano sarebbe fallito grazie all'intervento divino che avrebbe accecato provvidenzialmente lo spatario impedendogli di vedere papa Martino I. Più verosimilmente, il piano fallì a causa del mancato appoggio dell'esercito di stanza in Italia.
Dopo il tentativo fallito di assassinare il pontefice, l'esarca Olimpio si riappacificò con lui e si rivoltò all'Impero staccando l'Italia da esso, approfittando del clima di dissenso diffusosi nella penisola nei confronti della politica religiosa imperiale favorevole al monotelismo. L'usurpazione di Olimpio è confermata dal fatto che questi fece battere dalla zecca di Roma monete con la sua effigie piuttosto che con quella dell'Imperatore legittimo Costante II. Papa Martino I non prese le distanze dall'usurpatore Olimpio e con questo pretesto, dopo la fine dell'usurpazione, fu deportato a Costantinopoli con l'accusa di alto tradimento. Il pontefice giustificò la propria condotta affermando che non poteva opporsi a chi aveva dalla sua parte l'esercito e in una epistola definì Olimpio un "infame". Il Liber Pontificalis afferma che nel 652 Olimpio partì per la Sicilia con l'esercito con l'intento di respingere un'incursione araba nell'isola, ma fu ucciso da una pestilenza diffusasi nell'esercito bizantino. Stratos ha peraltro messo in dubbio la versione tramandata dal Liber Pontificalis sostenendo che la Sicilia era fuori dalla giurisdizione dell'esarca e che la presunta incursione araba nell'isola del 652 non è attestata da altre fonti. È possibile piuttosto che la spedizione in Sicilia fosse motivata dall'intento di sottrarre anche quella regione al controllo dell'Imperatore legittimo.